# Spina (Stadt)
Spina ist eine in den ersten Jahrzehnten n. Chr. verschwundene griechisch-etruskische Hafen- und Handelsstadt, deren frühere Existenz  durch umfangreiche archäologische Funde in der Nähe der italienischen Stadt Comacchio in der Region Emilia-Romagna in Oberitalien zweifelsfrei  nachgewiesen werden konnte.

Eingangstor der eingezäunten archäologischen Ausgrabungszone S. Maria in Padovetere, etwa 5 km südöstlich von Comacchio an der Straße Comacchio – Anita, Fundstätte zahlreicher Etrusker-Gräber. Das verschlossene Areal ist seit einigen Jahren nur noch auf Anfrage für Touristen zugänglich.

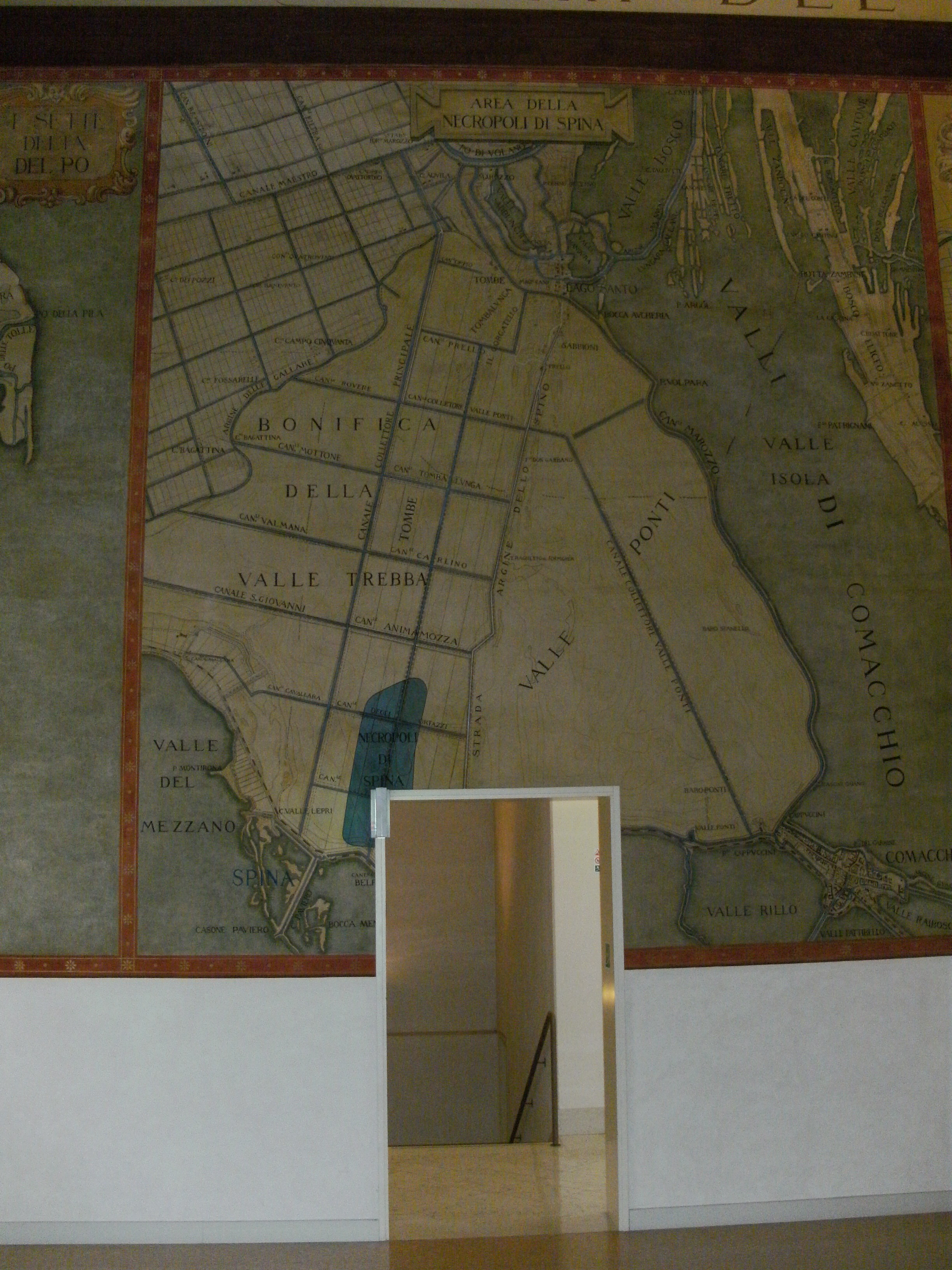
Rekonstruierte historische Karte mit Lage der Stadt Spina (Archäologisches Nationalmuseum Ferrara, Wandmalerei in der Zentralhalle des Obergeschosses, Spina ist links neben dem Türrahmen eingezeichnet.)

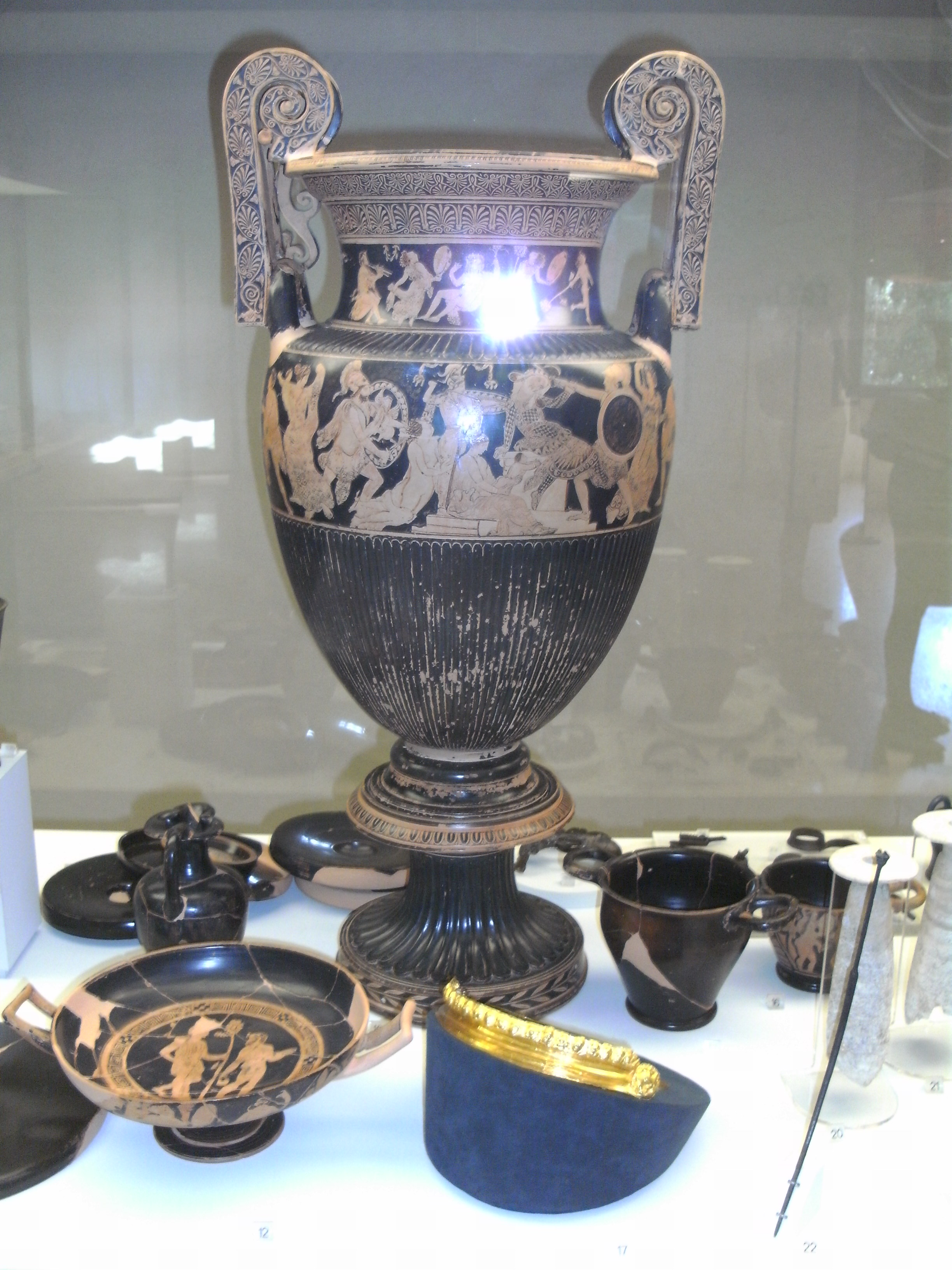
Beilagen eines in der trockengelegten Pega-Lagune ausgegrabenen etruskischen Grabes, unten im Vordergrund auf dunkelblauer Unterlage ein aus Goldblech gefertigtes Diadem (Archäologisches Nationalmuseum Ferrara).

## Geographische Lage
Etwa viertausend in der trockengelegten Trebba-Lagune (Valle Trebba) bzw. in der trockengelegten Pega-Lagune (Valle Pega) aufgefundene etruskische Gräber belegen, dass Spina westlich von Comacchio in der Nähe der heutigen (2009) Provinzstraße S. P. 1 (Strade Provinciale 1) lag, die Comacchio mit der Ortschaft Ostellato verbindet. Wie auf landwirtschaftlichen Flächen aufgefundene, von früheren Pfahlbauten herrührende, senkrecht zueinander angeordnete systematische Reihen dunkler Flecken im Ackerboden vermuten lassen, befand sich die Lagunenstadt Spina etwa 500 Meter südlich einer Brücke, die 7 km vom Ortsausgang Comacchios entfernt über den schiffbaren Kanal in das trockengelegte Mezzano-Gebiet (Valli di Mezzano) führt. Hier wurden auch etruskische Gräber gefunden. In Landkarten der Region, Straßenkarten und von der Provinz Ferrara herausgegebenen Tourismus-Informationsblättern ist der Lageort der Stadt Spina ausgewiesen als: Zona archeologica etrusca di Spina.
Spinas zweite archäologische Ausgrabungsstätte trägt den Namen Zona archeologica etrusca S. Maria in Padovetere und befindet sich südwestlich von Comacchio in einer Entfernung von etwa 5 km. Die Bezeichnung ‚S. Maria in Padovetere‘ stammt von einer frühchristlichen Kirche gleichen Namens her, deren Fundamente  innerhalb des umzäunten Gebiets  der Ausgrabungszone  vorhanden  sind. Die Entfernung der beiden  Ausgrabungszonen beträgt rund 2 km (Luftlinie).
Die Ausgrabungsstätte S. Maria in Padovetere liegt an der rechten Seite der Straße, die von Comacchio aus zur Ortschaft Anita (Argenta) führt. Von einer Straßenkreuzung am Entwässerungskanal Pega aus beträgt die Entfernung zu dem eingezäunten und verschlossenen Ausgrabungsgelände noch etwa 1.600 Meter.
Neuere Untersuchungen und Grabungen ergeben ein klares Bild der Stadtanlage. Die Stadt lag direkt am Po und war etwa 500 m lang und etwa 200 m breit. Spina hatte einen schachbrettartigen Stadtplan, wobei die Häuserblöcke von Kanälen und nicht von Straßen getrennt wurden. Von Nord nach Süden lief ein breiter Hauptkanal, der ungefähr parallel zum Po verlief. Davon zweigten an beiden Seiten kleinere Kanäle ab. Die Häuser waren aus Holz und Lehm erbaut. Wohneinheiten fanden sich neben Werkstätten. Die Stadtanlage war von einer Palisade umgeben. Öffentliche Gebäude, wie Tempel, konnten bisher nicht lokalisiert werden.

## Geschichte
Spina ist neben der antiken Stadt Adria, die 12 km von der heutigen Stadt Adria entfernt lag, eine der beiden bedeutenden etruskischen Handels- und Hafenstädte, die die Kultur in der Po-Ebene seit dem 6. Jahrhundert v. Chr. nachhaltig prägten. Beide Städte lagen ursprünglich direkt am Meer. Während der Römerzeit gehörten sie zur Provinz Gallia cisalpina. Angaben des griechischen Geschichtsschreibers Dionysios von Halikarnassos zufolge, dessen Informationen von Hellanikos von Lesbos übernommen worden sein könnten, siedelten an diesen Orten zunächst die Pelasger, die lange vor dem Trojanischen Krieg  aus Epirus gekommen waren. Mit ihrem Handel sollen sie einheimischen Volksstämme mit Volksstämmen aus Mitteleuropa in Berührung gebracht hatten, die an der Etsch (ital. Adige) und am Tessin (ital. Ticino) entlang an die Adriaküste kamen. Erst danach sollen sich Griechen angesiedelt haben. Die Frage, welche Volksstämme die Orte ursprünglich gegründet hatten, wird schon seit langem diskutiert und lässt sich bis heute nicht endgültig beantworten. Später kamen die Etrusker, die damit begannen, durch systematische Entwässerung von Überschwemmungs- und Sumpfgebieten der Po-Ebene neue landwirtschaftliche Anbauflächen hinzuzugewinnen. Von den Etruskern übernahmen die Römer die Bautechnik.
Die Stadt Spina hatte ihre Blütezeit zwischen dem 6. und 3. Jahrhundert v. Chr. und verlor in der zweiten Hälfte des 3. Jahrhunderts, nachdem die Po-Ebene um 260 v. Chr. dem römischen Herrschaftsbereich einverleibt worden war, zunehmend an Bedeutung. Spina bestand aber noch bis in die ersten Jahrzehnte des 1. Jahrhunderts n. Chr. fort, bevor die Stadt vollständig verschwand. Sie wäre beinahe zur Legende geworden, bis nach der Trockenlegung der Pega-Lagune und der Trebba-Lagune am Anfang des 20. Jahrhunderts die ersten Grabstätten gefunden wurden. Die archäologischen Ausgrabungen wurden 1921 und 1956 vorgenommen. Weitere Untersuchungen und Ausgrabungen fanden in den 2000er-Jahren statt.

## Aufgefundene Relikte
Die in Spina ausgegrabenen Fundstücke – zahlreiche mit Motiven aus der griechischen Mythologie, dem Alltagslebens und dem Trojanischen Krieg bemalte große attische Vasen, Gebrauchsgegenstände aus Bronze, Schmuck (darunter auch zwei aus Goldblech gefertigte Diademe und eine Bernstein-Halskette), Spielwürfel aus Knochen und aus Stein, Glasteller, Schalen und Ölgefäße aus Keramik etc. – sind im Archäologischen Nationalmuseum Ferrara, Palazzo Costabili, ausgestellt, das eigens für diesen Zweck eingerichtet wurde. Die archäologischen Fundstücke, zum Teil von höchster handwerklicher und künstlerischer Qualität, belegen, dass die Einwohner Spinas in beträchtlichem Wohlstand gelebt haben müssen.

## Dokumentarfilme
- DVD: Cesare Bornazzini (Regisseur), Teil I: La Scoperta di Spina: i protagnostica, 32 Minuten; Teil II: La tomba di Spina, Film von Salvatore Aurigemma aus dem Jahr 1957, 18 Minuten. FAR Film, Codigoro 2006 (italienisch und französisch).